# Eugenie Fish Glaman
Eugenie Fish Glaman (1873 – 1956) foi uma artista norte-americana.

## Colecções
- Instituto de Arte de Chicago[1]
- Museu Gilcrease[2]
- Metropolitan Museum of Art, Nova York[3]
- Museu de Arte do Novo México[4]
- Museu de Arte de Wichita[5]